# Saint-Martin-l'Heureux
 Saint-Martin-l'Heureux  es una población y comuna francesa, en la región de Champaña-Ardenas, departamento de Marne, en el distrito de Reims y cantón de Beine-Nauroy.

## Demografía
| 129 | 114 | 99 | 83 | 91 | 90 |
| Para los censos de 1962 a 1999 la población legal corresponde a la población sin duplicidades (Fuente: INSEE [Consultar]) |     |    |    |    |    |